# Ryszard Wolny
Ryszard Marcin Wolny (Racibórz, 24 marzo 1969) è un ex lottatore polacco.
Ha partecipato a ben cinque edizioni dei giochi olimpici (1988, 1992, 1996, 2000 e 2004) conquistando una medaglia a Atlanta 1996.

## Palmarès
Olimpiadi
- 1 medaglia:
  - 1 oro (lotta greco-romana - pesi leggeri a Atlanta 1996).